# Le Port (Réunion)
Le Port ist eine französische Gemeinde mit 33.670 Einwohnern (Stand 1. Januar 2022) im Übersee-Département Réunion im Indischen Ozean. Sie war bis zu deren Auflösung 2015 der Hauptort (Chef-lieu) der Kantone Le Port-1 Nord und Le Port-2 Sud. Die Bewohner nennen sich Portois.
Südlich des Orts mündet die Rivière des Galets in den Ozean.

## Bevölkerungsentwicklung
| Jahr      | 1967   | 1974   | 1981   | 1990   | 1999   | 2007   |
| --------- | ------ | ------ | ------ | ------ | ------ | ------ |
| Einwohner | 19.768 | 25.068 | 30.131 | 34.692 | 38.412 | 38.313 |

## Städtepartnerschaften
Le Port ist durch Städtepartnerschaften oder Freundschaftsverträge verbunden mit
- Durban in Südafrika, seit 2005
- Tamatave auf Madagaskar, seit 1994
- Port Louis auf Mauritius, seit 2004
- Quelimane in Mozambique, Freundschaftsvertrag seit 2003

## Wirtschaft
In der Gemeinde befindet sich das Kraftwerk Port-Est.
Das wirtschaftliche Zentrum sind die beiden Hafenanlagen nördlich und westlich des Zentrums. Im westlichen Hafen befindet sich ein Stützpunkt der französischen Marine.

## Persönlichkeiten
- Leila Lejeune (* 1976), Handballspielerin